# Cuatro (álbum de Camilo)
Cuatro (estilizado como cuatro) es el cuarto álbum de estudio del cantante colombiano Camilo. Se lanzó el 23 de mayo de 2024 bajo el sello discográfico de Sony Music Latin.
El álbum se destaca por el estilo romántico de Camilo, con una combinación de ritmos suaves y bailables entre salsa, balada romántica, cumbia y tropipop, rompiendo con el habitual género urbano. Asimismo, es una combinación de los tres anteriores EP: Un, Dos y Tres; donde se añaden tres canciones más. El álbum fue presentado junto a su sencillo «La boda».
Se desprenden del mismo, algunos sencillos como: «Plis», «Una vida pasada» y «Misión imposible» entre otros. En este álbum, está incluida la participación de Evaluna Montaner, Carín León, Alexander Abreu y Havana D'Primera. La canción «Sálvame» es un cover de la homónimo de la banda mexicana RBD la cual recibió muy buenas criticas.

## Lista de canciones
| N.º   | Título                                             | Duración |  |
| 1.    | «Gordo»                                            | 3:40     |  |
| 2.    | «No se vale»                                       | 3:00     |  |
| 3.    | «Plis» (con Evaluna Montaner)                      | 3:42     |  |
| 4.    | «Autodiagnóstico»                                  | 3:07     |  |
| 5.    | «En tus sueños o en los míos»                      | 3:12     |  |
| 6.    | «Una vida pasada» (con Carín León)                 | 3:38     |  |
| 7.    | «Amor de extranjeros»                              | 2:30     |  |
| 8.    | «Corazón de hojalata»                              | 3:59     |  |
| 9.    | «Misión imposible»                                 | 2:34     |  |
| 10.   | «Sálvame» (con Alexander Abreu y Havana D'Primera) | 3:34     |  |
| 11.   | «Una canción de amor para la pulga»                | 2:50     |  |
| 12.   | «La boda»                                          | 4:09     |  |
| 30:40 |                                                    |          |  |